# 库韦利斯
库韦利斯，是西班牙加泰罗尼亚莱里达省的一个市镇。 总面积40平方公里，总人口355人（2001年），人口密度9人/平方公里。